# Crow Village
Crow Village est une communauté non incorporée d'Alaska aux États-Unis dans la Région de recensement de Bethel dont la population est de 6 habitants.
Elle est située sur la rive nord de la rivière Kuskokwim à 6,5 milles (10 km) d'Aniak, à 86 milles (138,403584 km) de Bethel.
Crow Village était appelé Tulukaghogamiut par les Yupiks, qui signifie les habitants du village des corbeaux  à cause de l'importante population de corvidés qui vivait dans les environs. Elle a aussi été nommée Tulukagnag, Toolooka-anahamute, Tuluka et Tulukagangamiut par différents explorateurs et historiens. Actuellement, elle est connue sous le nom de Crow Village.
Différentes observations ont montré que les Esquimaux venus de la mer de Béring avaient remonté la rivière Kuskokwim et le Yukon 500 ans auparavant. Toutefois, la première mention de ce village a été faite en 1843 par Lavrenti Zagoskine, lequel y avait trouvé une population d'environ 100 personnes qui se déplaçaient en amont et en aval de la rivière Kuskokwim. Ivan Petrof, en 1884, y recensait 59 habitants.
En 1910 le village s'était déplacé d'environ 0,5 milles (1 km) en aval, à cause des mouvements des alluvions de la rivière.
Quelques recherches archéologiques ont été effectuées sur le site afin de parfaire la connaissance ethnologique des populations.

## Démographie
| 1880 | 1890 |
| ---- | ---- |
| 59   | 17   |